# Франция на зимних Олимпийских играх 1924
Франция принимала участие в Зимних Олимпийских играх 1924 года в Шамони (Франция), где завоевала три бронзовые медали. Сборная страны состояла из 43 спортсменов (41 мужчина, 2 женщины).

## Медалисты
| Медаль | Спортсмен                                                 | Вид спорта                    | Дисциплина     |
| ------ | --------------------------------------------------------- | ----------------------------- | -------------- |
| Бронза | Анри Курнолье Жорж Андре Арман Бенедик Жак Каниве         | Кёрлинг                       | Мужчины, 200 м |
| Бронза | Андре Брюне Пьер Брюне                                    | Фигурное катание              | Пары           |
| Бронза | Камиль Мандрийон Жорж Берте́ Мори́с Мандрийон Андре Вандель | Соревнования военных патрулей | Мужчины        |

## Состав и результаты олимпийской сборной Франции

### Лыжное двоеборье
Спортсменов — 1
| Соревнование              | Спортсмены    | Прыжки с трамплина | Прыжки с трамплина | Прыжки с трамплина | Прыжки с трамплина | Прыжки с трамплина | Прыжки с трамплина | Прыжки с трамплина | Прыжки с трамплина | Лыжная гонка | Лыжная гонка | Лыжная гонка | Итог   | Итог  |
| Соревнование              | Спортсмены    | 1 прыжок           | 1 прыжок           | 1 прыжок           | 2 прыжок           | 2 прыжок           | 2 прыжок           | Итог               | Итог               | Лыжная гонка | Лыжная гонка | Лыжная гонка | Итог   | Итог  |
| Соревнование              | Спортсмены    | Дистанция          | Очки               | Место              | Дистанция          | Очки               | Место              | Очки               | Место              | Время        | Очки         | Место        | Очки   | Место |
| ------------------------- | ------------- | ------------------ | ------------------ | ------------------ | ------------------ | ------------------ | ------------------ | ------------------ | ------------------ | ------------ | ------------ | ------------ | ------ | ----- |
| Индивидуальное первенство | Клебер Бальма | 35,0 м             | 13,833             | 15                 | 35,0 м             | 14,750             | 13                 | 14,291             | 13                 | 1:33:49      | 10,375       | 9            | 12,333 | 10    |

### Прыжки на лыжах с трамплина
Спортсменов — 1
| Соревнование              | Спортсмены    | 1 прыжок  | 1 прыжок | 1 прыжок | 2 прыжок  | 2 прыжок | 2 прыжок | Итог   | Итог  |
| Соревнование              | Спортсмены    | Дистанция | Очки     | Место    | Дистанция | Очки     | Место    | Очки   | Место |
| ------------------------- | ------------- | --------- | -------- | -------- | --------- | -------- | -------- | ------ | ----- |
| Индивидуальное первенство | Клебер Бальма | 36,0 м    | 15,167   | 17       | 39,0 м    | 15,833   | 15       | 15,500 | 15    |